# Eurhadina wagneri
Eurhadina wagneri är en insektsart som beskrevs av Irena Dworakowska 1969. Eurhadina wagneri ingår i släktet Eurhadina och familjen dvärgstritar. Inga underarter finns listade i Catalogue of Life.